# Jiang Yan
Jiang Yan (en chino: 江燕; Qingdao, 10 de enero de 1989) es una deportista china que compitió en remo.
Ganó una medalla de plata en el Campeonato Mundial de Remo de 2014, en la prueba de cuatro scull. Participó en dos Juegos Olímpicos de Verano, ocupando el sexto lugar en Río de Janeiro 2016 (cuatro scull) y el sexto en Tokio 2020 (scull individual).

## Palmarés internacional
| Campeonato Mundial | Campeonato Mundial       | Campeonato Mundial | Campeonato Mundial |
| Año                | Lugar                    | Medalla            | Prueba             |
| ------------------ | ------------------------ | ------------------ | ------------------ |
| 2014               | Ámsterdam (Países Bajos) | Medalla de plata   | Cuatro scull       |